# Sobocisko
Sobocisko – wieś w Polsce położona w województwie dolnośląskim, w powiecie oławskim, w gminie Oława.

## Historia
Wieś wzmiankowana w 1145 roku, gdy stanowiła własność klasztoru św. Wincentego na Ołbinie we Wrocławiu. Na terenie Sobociska u schyłku XIX w. odkryto celtyckie cmentarzysko szkieletowe, a także groby ciałopalne z okresu kultury łużyckiej oraz szkieletowe groby wczesnośredniowieczne. Sobocisko jest wsią, w której najdłużej na lewobrzeżnym Dolnym Śląsku odprawiane były polskie nabożeństwa. Ich likwidacja nastąpiła w 1842 r.
W latach 1975–1998 
miejscowość administracyjnie należała do województwa wrocławskiego.

## Zabytki
Do wojewódzkiego rejestru zabytków wpisany jest:
- kościół parafialny pw. Wniebowzięcia Matki Bożej, zbudowany w stylu gotyckim w pierwszej połowie XIV wieku, przebudowany w 1708 r., i w latach 1959-1960. Wewnątrz  m.in. gotyckie wsporniki, zworniki, manswerki okien i sakramentarium. W zakrystii płaskorzeźba Wniebowzięcia NMP z końca XV w[5].

inne zabytki:
- dwa stare kamienne monolitowe krzyże, które opisywane są często jako tzw. krzyże pokutne (pojednania); jest to jednak tylko hipoteza nie poparta żadnymi dowodami lecz wyłącznie nieuprawnionym założeniem, że wszystkie stare kamienne monolitowe krzyże, są krzyżami pokutnymi (pojednania)[6]; w rzeczywistości powód fundacji krzyży może być różnoraki.